# Zhu Shuzhen
Zhu Shuzhen (朱淑真T; 1135 – 1181) è stata una poetessa cinese.
Viene ritenuta una delle poetesse più note della dinastia Song assieme a Li Qingzhao.

## Biografia
Secondo la tradizione, Zhu Shuzhen venne data in sposa a un mercante che la maltrattava. Il suo matrimonio infelice fu il tema costante delle sue opere. Morta in gioventù, le sue poesie vennero raccolte in un'opera chiamata Poesie di un cuore spezzato, consistente di 377 shi. Inoltre le sono attribuite una trentina di canzoni. Di seguito si riportano alcuni versi scritti presumibilmente dopo che suo marito aveva scelto di avere una concubina:
Non c'è un consenso netto tra gli studiosi riguardo alla sua vera identità o alla sua vita. Il fatto che il suo nome non venga menzionato durante la dinastia Song va in contrasto con le date indicate nelle sue opere. Ne consegue che la sua vita venga collocata tra la fine dell'XI secolo e la metà del XIII. Le poche notizie biografiche su di lei provengono dalla prefazione della sua raccolta datata 1182 di Wei Zhonggong, anch'egli sconosciuto. L'autore, recandosi nell'odierna Changde, avrebbe incontrato delle persone che intonassero le poesie di Zhu Shuzhen e avrebbe appreso da loro la sfortunata vicenda della giovane donna. Di conseguenza avrebbe raccolto in un'antologia le presunte opere rimaste. La sua prefazione inoltre rimanda ad ulteriori dettagli presenti in una biografia di un certo Wang Tangzuo della capitale Lin'an (oggi Hangzhou), anch'egli sconosciuto.
Le poesie di Zhu Shuzhen avrebbero attratto l'attenzione di Sun Shouzhai, un autore non identificato vissuto tra la dinastia Song e Yuan che avrebbe incluso 45 liriche della donna in un'antologia intitolata Poesie di mille poeti. Grazie a questa opera il nome di Zhu Shouzhen avrebbe acquisito maggior fama durante le dinastie Yuan e Ming.
Per via delle numerose incertezze, il resoconto di Wei Zhonggong viene messo in discussione dagli studiosi. Secondo il sinologo Wilt Idema, le poesie di Zhu Shuzhen sarebbero state scritte da autori uomini che avrebbero alimentato il mito delle donne sfortunate. Ciò accadeva di frequente nell'antica Cina e il fatto che nelle sue liriche non vi sia alcun accenno a nomi o luoghi giustifica tale tesi. Tuttavia gran parte degli studiosi concorda sull'autenticità delle opere e le prove a sostegno dell'inesistenza di Zhu Shuzhen non sono ritenute sufficienti.